# Kvindelig Fremskridtsforening
Kvindelig Fremskridtsforening (KF) (1885-1904) var en kvindesagsorganisation grundlagt af Mathilde Bajer og Elisabet Ouchterlony som fornyelse til Dansk Kvindesamfund, som de begge havde været med til at stifte i 1871. Begge ønskede at sætte kvinders valgret og valgbarhed på programmet. KF udgav i årene 1888-1894 bladet "Hvad vi vil" med Johanne Meyer som redaktør.

## Valgret
KF tiltrak kvindesagens liberale venstrefløj og arbejderkvinder og satte kvinders politiske og kommunale valgret på dagsordenen.
Kvindelig Fremskridtsforening skrev 14. juli 1889 om kvindens valgret :
| „ | 1. Da Kvinden lige saa vel som Manden hører til Folket; 2. Da Kvinden betragtes som ligestillet med Manden, hvor det gælder saa vel Skattepligter som personlige Pligter i offentlig Henseende; 3. Da Kvinden ikke i Følge sin Natur vides at staa tilbage for Manden i Evner til at varetage offentlige Hværv; 4. Da Kvinden var vist særlig Evner ved Børneopdragelse, Sygepleje og andre humane Foretagender, og det derfor er en Selvfølge, at hun faar Bestemmelsesret og Ansvar ved Ordningen af Skolevæsnet, Fattigvæsnet og Omsorgen for de syge; 5. Da Lovgivningen kun ved at yde hende denne Ret kan bøde på den Uretfærdighed, der vises imod Kvinden, naar hun kun i Pligter, men ikke i Rettigheder stilles lige med Manden for Loven; 6. Da Samfundet ikke har Raad til at undvære Halvdelen af Folkets Deltagelse i Arbejdet for det almene Vel, saa beslutter Forsamlingen at arbejde for den politiske og kommunale Valgret og Valgbarhed, baade for den gifte og for den ugifte Kvinde. | “ |
|   | — Kvindelig Fremskridtsforenings Resolutioner i "Hvad vi vil", nr. 2. 1889. |   |

## Medlemmer
- Mathilde Bajer (første formand)
- Massi Bruhn
- Nelly Hansen
- Line Luplau
- Johanne Meyer
- Louise Nørlund
- Elisabet Ouchterlony
- Henriette Steen